# Dermatitis
Als Dermatitis wird eine entzündliche Reaktion der Haut bezeichnet, die vornehmlich die Dermis (Lederhaut) erfasst. Ein Synonym dafür ist über weite Bereiche der Begriff „Ekzem“. Allerdings handelt es sich bei der Dermatitis um eine breiter gefasste Definition und ein Ekzem müsste genauer als Dermatitis ekzematosa benannt werden.

## Begriffliche Abgrenzung
So werden in der Klassifikation ICD-10 in der Gruppe L20–L30 („Dermatitis und Ekzem“) die beiden Namen austauschbar verwendet, und dementsprechend hier zunächst jene Erkrankungen aufgeführt, die nicht dort hinein fallen, da deren wesentliche Merkmale einer Einordnung in andere Krankheitsgruppen besser entsprechen und eben nicht eine Intoleranzreaktion wie bei der Ekzemgruppe im Vordergrund steht:
- Badedermatitis (Zerkariendermatitis), eine Infektion durch Zerkarien verschiedener Saugwürmer
- Dermatitis herpetiformis Duhring, eine chronisch-rezidivierende Autoimmunerkrankung mit subepidermaler Blasenbildung
- Exfoliative Dermatitis:
  - Dermatitis exfoliativa Wilson (vgl. Erythrodermie), erstmals 1861 von William James Wilson (1809–1884)[1] beschrieben
  - Dermatitis exfoliativa neonatorum (Staphylococcal scalded skin syndrome, SSSS), staphylogenes Lyell-Syndrom
- Dermatitis factitia, eine artifizielle Störung (ICD-10: L98.1) aufgrund selbstschädigender Handlungen
- Dermatitis ulcerosa, eine Vaskulitis mit einzelstehenden Ulzerationen
- Periorale Dermatitis (Syn. Rosacea-artige Dermatitis), eine Entzündung der Gesichtshaut durch übermäßige Verwendung von Kosmetika
- Stauungsdermatitis, in der Regel zu Beginn durch venöse Zirkulationsstörungen wie die Chronisch-venöse Insuffizienz bedingt
- Krankheiten der Haut durch Strahleneinwirkung, wie
  - Lichtdermatosen aufgrund übermäßiger Sonnenexposition (so handelt es sich beim Sonnenbrand um eine Dermatitis solaris), photoallergischer oder photoxischer Reaktionen (z. B. Berloque-Dermatitis, Wiesengräserdermatitis, Buchweizenkrankheit) oder die
  - Strahlendermatitis (Radiodermatitis) als Folge ionisierender Strahlung
- Xerodermie

Ende des 19. Jahrhunderts wurden durch Heinrich Auspitz die angioneurotische Dermatosen von den einfachen entzündlichen Hautveränderungen abgetrennt.

## Synonym
Synonym zu Dermatitis wird die Bezeichnung Ekzem laut ICD-10 unter anderem verwendet für:
- Allergisches Kontaktekzem (Allergische Kontaktdermatitis) und Toxisches Kontaktekzem (Toxische Kontaktdermatitis), etwa durch Kontakt mit Pflanzen oder pflanzlichen Produkten[3]
- Atopisches Ekzem (Atopische Dermatitis, Neurodermitis)
- Dyshidrotisches Ekzem, manchmal nur als Manifestation eines Ekzems an den Hand- oder Fußinnenseiteflächen bzw. den Finger- oder Zehenzwischenräumen bezeichnet
- Exfoliative Dermatitis
- Nummuläres Ekzem (runde Flecken vor allem auf Armen und Beinen[4])
- Seborrhoisches Ekzem (Seborrhoische Dermatitis)
- viele Dermatitiden durch oral, enteral oder parenteral aufgenommene Substanzen, etwa durch Medikamente
- Windelekzem (Windeldermatitis)

## Diagnostik
Um die bereits oben genannten Erkrankungen der Haut festzustellen, muss man in der Effloreszenzenlehre bewandert sein. Die Effloreszenzenlehre lässt die Merkmale aller Erkrankungen auf der Haut sichtbar erscheinen.
Zu den bekanntesten gehören:
- der Fleck (Macula)
- die Papel (Papula), eine über dem Hautniveau liegende Erhebung. Sie entsteht durch eine Verdickung der Epidermis.
- das Bläschen (Vesicula) und die Blase (Bulla), mit Flüssigkeit gefüllte Hohlräume, die über das Hautniveau erhaben sind
- die Quaddel (Urtica), ein umschriebenes, akutes Ödem in der Lederhaut, das durch Plasmaaustritt aus den Gefäßen bedingt ist
- die Zyste
- die Hautschuppe (Squama)
- die Rhagade oder Fissur, ein spaltförmiger Hauteinriss
- das Ulcus (Geschwür)

## Behandlung

### Lokaltherapeutika
Viele Hauterkrankungen werden mit Lokaltherapeutika behandelt.
Die Vorteile sind:
- Wirkung am Erkrankungsherd mit einer höheren Konzentration des Arzneimittels
- Nebenwirkungen sind geringer: z. B. von Glukokortikoiden

### Die drei Komponenten von Lokaltherapeutika
- Grundstoff (z. B. Salbengrundlagen, Trägerstoffe)
- Wirkstoff
- Zusatzstoffe

### Lokaltherapeutische Formen
- Auftragen von Cremes, Salben, Schüttelmixtur
- Anlegen eines Verbands
- Anlegen eines feuchten Umschlags
- Zusätze für entsprechende Voll- oder Teilbäder

### Systemische Medikation
Viele Erkrankungen bedürfen auch einer gezielten medikamentösen Behandlung. Einige der wichtigsten Präparate sind:
- Antibiotika (bei bakterieller Superinfektion oder Genese)
- Antimykotika (bei Superinfektion durch Pilze)
- Antihistaminika (symptomatisch bei Juckreiz)
- Glukokortikoide (bei schwerer Ausprägung)
- Retinoide (bei Psoriasis, Akne, Rosazea)
- Immunsuppressivum (z. B. Delmitid) (im Rahmen von Autoimmunerkrankungen, auch Psoriasis)